# Jiří Šulc (politik)
Jiří Šulc (* 24. června 1958, Most) je bývalý severočeský regionální politik, bývalý člen Občanské demokratické strany, v devadesátých letech starosta a primátor města Most, v letech 2000–2008 první hejtman Ústeckého kraje. Od května 2010 do srpna 2013 poslanec Parlamentu České republiky. Po roce 2013 se přestal politicky angažovat. V roce 2025 byl nepravomocně odsouzen k trestu čtyř let vězení za korupční trestnou činnost.

## Vzdělání a profesionální kariéra
Vystudoval obor pozemní stavby na stavební fakultě Českého vysokého učení technického v Praze. Pracoval u Investorsko-inženýrské organizace v Mostě, kde se zabýval komplexní bytovou výstavbou a účelovými stavbami, jako jsou domovy důchodců, školy, polikliniky, nemocnice, divadla, kulturní domy, ale i skládky TKO apod. Později se živil jako autorizovaný inženýr pro obor pozemní stavby. Od 90. let figuroval v řadě firem, organizací a institucí působících v regionu Severních Čech.

## Politická kariéra
Koncem roku 1989 byl kooptován do pléna Městského národního výboru v Mostě (dnes zastupitelstvo města). Od roku 1991 je členem Občanské demokratické strany. V roce 1994 byl zvolen starostou města Mostu a byl jím a později primátorem až do počátku roku 2001. V letech 2000 a 2004 úspěšně kandidoval na funkci hejtmana Ústeckého kraje, kterou vykonával do roku 2008. V krajských volbách 2008 kandidoval znovu, ale neuspěl. V roce 2010 kandidoval do poslanecké sněmovny, kde o tři roky později svou politickou kariéru uzavřel.
Byl dvacet let členem Zastupitelstva města Mostu, které se pod jeho vedením zásadně změnilo. V sedmi vlnách zprivatizovalo 14 tisíc bytů s přednostním právem prodeje družstvu nájemníků. Zrekonstruována byla mostecká dominanta hrad Hněvín, město pod jeho vedením postavilo nový zimní stadion, zastřešilo městské koupaliště, dostavěl se autodrom i hipodrom a vznikla nová obchodní centra. Na okrajích Mostu došlo k zasíťování pozemků pro výstavbu stovek rodinných domků a k přípravě rozvojových a průmyslových zón. Vybudována byla oddechově rekreační zóna Benedikt.
Na začátku Šulcova starostování neměl Most reprezentativní náměstí, které je srdcem každého města. Výjimkou bylo někdejší asfaltové náměstí VŘSR, určené mj. ke konání prvomájových manifestací. V roce 1997 začala výstavba kopie původního Prvního náměstí v centru nového Mostu mezi radnicí a divadlem, a to včetně původního morového sloupu sv. Anny Samotřetí a kašny Vincence Petrasche.
Šulc zastupoval od roku 1999 Most ve vedení Hospodářské a sociální rady Mostecka, byl členem Regionální rady regionu soudržnosti Severozápad a předsedou jejího výboru. Byl v jeho čele také v době, kdy v něm došlo k zásahu policie kvůli podezření z uplácení při rozdělování evropských dotací a kdy Evropská unie z tohoto důvodu vyplácení dotací přerušila. V letech 1994 až 2000 byl předsedou Euroregionu Krušnohoří a členem rady Severočeského sdružení obcí.
Ještě v únoru 2014 je uváděn jako člen ODS. V srpnu 2018 je však už označován jako exčlen ODS, kdy „dávno není ani členem“ strany.

### Hejtmanství
Jako hejtman v roce 2002 v součinnosti s Hospodářskou a sociální radou Mostecka vymohl pro Ústecký kraj vládní kompenzace za těžbou zničenou přírodu ve výši 15 miliard Kč. Rekultivace a revitalizace území probíhá dodnes.
Jeho zásluhou bylo i rozhýbání silničního napojení Mostu na Prahu. Podařilo se dokončit rekonstrukci silnice Most-Louny či stavby čtyřproudové komunikace Most-Komořany, kolem průmyslové zóny Triangle u Žatce či stoupací část silnice I/7 z Chomutova na hranice s Německem.
Soustředil se též na téma sociálních dávek a jejich zneužívání. Použil ho i jako jeden z hlavních bodů své kampaně před krajskými volbami 2008 a věnoval se mu i po opuštění funkce hejtmana. Ve své prezentaci na ideové konferenci ODS v prosinci 2011 vystoupil proti zneužívání dávek s proslovem, který uzavřel heslem „Pro peníze do práce. Pro pomoc na úřad.“

## Kritika

### Reorganizace železniční dopravy
Během svého působení v křesle hejtmana byl Šulc kritizován pro omezování železniční dopravy a pro rušení regionálních železničních tratí. Kraj se k takovému opatření rozhodl z důvodu snížení a zefektivnění výdajů. V roce 2005 se Ústecký kraj rozhodl objednat menší rozsah dopravy, snížil výdaje na železniční dopravu z 450 milionů na 335 milionů ročně a mírně zredukoval železniční spojení na nevytížených 22 tratích v regionu. Omezeny byly pouze spoje, které měly dlouhodobě velmi nízkou obsazenost (méně než 3 osoby na spoj).
Rada Ústeckého kraje v roce 2007 znovu rozhodla o reorganizaci systému veřejné dopravy. Oznámila dotčeným obcím, že kraj bude dotovat pouze jeden druh veřejné dopravy na trasách, kde dosud probíhala neefektivně souběžná doprava více prostředky, typicky vlakem a autobusem zároveň. Důvodem byly i evropské předpisy, které podporu více druhům souběžně vedené veřejné dopravy zakazují.[zdroj?] Kraj rozhodl neobjednat vlakovou dopravu na pěti železničních tratích, v některých částech kraje naopak nebyly objednány spoje autobusové. Šlo o trať Čížkovice–Obrnice, trať z Prahy přes Žatec v úseku Žatec–Deštnice, trať Děčín–Oldřichov u Duchcova, trať Chomutov–Vejprty a trať Plzeň–Žatec západ v úseku Podbořany–Žatec západ. Na úseku Peruc–Louny trati z Kralup nad Vltavou byla doprava zredukována na polovinu. Spoje nahradila autobusová doprava v častějších intervalech, kterou radní pro dopravu Milan Franc obhajoval také jako komfortnější. Zavedly se totiž nízkopodlažní klimatizované spoje, které na rozdíl od vlaků zajížděly i do center obcí, k obecním úřadům, školám apod.
Následně byl zaveden na většině tratí zaveden moderní taktový provoz a na několika také mírně navýšen počet spojů, byl zaveden systém integrované městské a meziměstské železniční a autobusové dopravy a kraj vyvíjel intenzivní tlak na modernizaci vlakových souprav, takže dnes už třicetileté a starší soupravy na tratích již nepotkáte.

#### Tzv. zrušení „kozí dráhy“
Z režimu veřejné hromadné dopravy byla v roce 2007 vyřazena i tzv. kozí dráha mezi Děčínem a Oldřichovem, která byla uváděna v jízdním řádu pod číslem 132. Trať byla v souběhu s paralelní dopravou autobusovou(rozpor s evropskou legislativou!) a navíc ztrátová, i když ji před omezením dopravy využívalo kolem tisíce osob denně. V roce 2008 pak Ústecký pak kraj rozhodl o úplném zastavení provozu a ministerstvo dopravy začalo řízení o jejím zrušení. Na místě dráhy měl vzniknout přivaděč na rychlostní silnici D8. Proti tomu se postavily ministerstvo životního prostředí, některé obce (bylo před volbami) a nově vzniklé občanské iniciativy, správní rozhodnutí Ústeckého kraje o zastavení provozu napadl i veřejný ochránce práv Otakar Motejl. Šulc označil ombudsmanovo šetření za neoprávněný zásah do působnosti kraje.
V kampani před krajskými volbami v roce 2008 Česká strana sociálně demokratická slíbila obnovení provozu na kozí dráze, na které ale po vítězství ve volbách sama nenašla prostředky. Vlaky se tak na dráhu nevrátily, realizace dálničního přivaděče se naopak odsunula do vzdálené budoucnosti.

### Porušování zákona o svobodném přístupu k informacím
V listopadu 2007 Jiří Šulc při zahájení části stavby dálnice D8 řekl, že aktivisté, zejména Děti Země, „svým zdržováním připravili stát o několik miliard korun a také o dost lidských životů“. Sdružení se obrátilo na Úřad Ústeckého kraje se žádostí o poskytnutí informací o tom, na základě čeho Šulc uvedený výrok tvrdil, kraj je ale odmítl poskytnout s tím, že hnutí odkázal na jiné úřady (Ředitelství silnic a dálnic ČR Praha a Policii ČR). Děti Země se proti takovému postupu bránily žalobou, jelikož kraj nejednal ani na opakovanou výzvu ministerstva vnitra. V lednu 2009 soud v Ústí nad Labem nařídil v této věci exekuci. Kraj podal odpověď, že požadovanou informaci nemá, až v březnu 2009.
Zatímco Děti Země tvrdí, že většina průtahů stavby D8 je zaviněna liknavostí úřadů a dodavatelů, s názorem hejtmana Šulce o vině aktivistů se podle médií ztotožňovala většina místních obyvatel, dotčených současným stavem dopravy v regionu.

### Předvolební billboardy
Upozornil na sebe i tím, že ve volební kampani na podzim 2008 použil kontroverzní billboardy s heslem „Makejte gadžové, ať se máme líp“, které byly kritizovány jako protiromské a rasistické; podle Šulce však měly upozorňovat na zneužívání dávek sociální podpory.

### Regionální operační program Severozápad
V roce 2007 Šulc vybojoval pro Ústecký a Karlovarský kraj, spojené do tzv. regionu soudržnosti Severozápad na české vládě největší balík peněz v rámci regionálních operačních programů v ČR.[zdroj?] Stal se předsedou Výboru Regionální rady regionu soudržnosti Severozápad. V březnu 2011 zasáhl Útvar pro odhalování organizovaného zločinu Policie ČR v sídle vedení regionu soudržnosti Severozápad. Proti několika osobám v čele s ředitelem Úřadu Regionální rady regionu Petra Kušnierze bylo vzneseno obvinění kvůli uplácení při rozdělování evropských dotací. Evropská unie kvůli případu rozhodla o zastavení přísunu dotací do programu. V červnu 2012 Šulce odvolal Výbor regionální rady. Pro jeho odvolání hlasovali jak zástupci ČSSD (ve výboru měla 11 ze šestnácti míst), tak i dalších stran. Vinili ho z politické zodpovědnosti za skandál a z nečinnosti při jeho řešení. Šulc byl jediný, kdo hlasoval proti. Své odvolání označil za důsledek stranického boje a všechna obvinění odmítl.
V září 2012 vyzvala mostecká organizace ODS k odchodu ze strany, neboť prý poškozuje její pověst.
V březnu 2014 byl Šulc s dalšími zaměstnanci Regionální rady policií obviněn z porušování povinností při správě cizího majetku, kterého se měl dopustit při vyjednání nezákonné konkurenční doložky pro bývalé ředitele úřadu rady Petra Kušnierze a Pavla Markvarta. Šulc obvinění odmítl a podal proti němu stížnost, Okresní státní zastupitelství v Ústí nad Labem ji ale zamítlo jako neodůvodněnou.
V lednu 2018 Ústecký okresní soud potrestal tříletým podmíněným trestem bývalého ústeckého hejtmana za ODS Jiřího Šulce za to, že v době, kdy předsedal výboru Regionálního operačního programu Severozápad, vyplatil dotační úřad takzvané zlaté padáky exředitelům Petru Kušnierzovi a Pavlu Markvartovi. V lednu 2021 nejvyšší státní zástupce Pavel Zeman podal ve věci dovolání požadující zpřísnění kvalifikace i trestu. V červenci 2025 byl nepravomocně odsouzen ke čtyřletému trestu odnětí svobody za trestný čin zneužití pravomoci.